# Cápis (filho de Assáraco)
Cápis, na mitologia grega, é filho de Assáraco e sobrinho de Ilo II, herdeiro aos tronos das cidades de Dardânia e Troia. Laomedonte, filho de Ilo II, ficou com Troia e Temíste, irmã de Laomedonte, ficou com a Dardânia, assim Cápis se casou com a prima Temíste e passou a ser rei da Dardânia e pai de Anquises.